# 藤本タツキ
藤本 タツキ（ふじもと タツキ、1992年〈平成4年〉10月10日 – ）は、日本の漫画家。秋田県にかほ市出身。秋田県立仁賀保高等学校情報メディア科CGデザインコース卒、東北芸術工科大学美術科洋画コース卒。

## 経歴
幼少期からよく絵を描いていた。高校1 - 2年頃よりウェブコミック投稿サイト「新都社」に長門は俺名義でウェブコミックをアップしていた。後に石田スイやONEから単行本の帯に寄稿されたのは、同じ新都社出身の縁であると藤本は考えている。美大を目指すも、地元には美大の予備校が無かったため、高齢者が通う絵画教室の隅で油絵を描いていた。AO入試で油絵学科に進学したが、油絵を描いてても絵が上手くならないと、図書館でひたすらクロッキーを描いた。
大学卒業後は暫く無職で、『ジャンプSQ』（集英社）に作品を投稿するという生活をしていた。新人漫画家になりたてのころは思いついたものを即ネームにして、多いときは毎日1本ずつ担当編集者に送っていたという。読切『恋は盲目』で第9回（2013年11月期、審査員：許斐剛）クラウン新人漫画賞佳作を受賞し、2014年に『ジャンプSQ.19』（集英社）Vol.13に掲載される。『SQ』で『ファイアパンチ』の連載企画が落ちると、担当編集者・林士平が『少年ジャンプ+』（集英社）に企画を持ち込み、連載が決定した。これにともない藤本も東京都へ移り住む。
2016年 - 2018年にかけ『少年ジャンプ+』で『ファイアパンチ』を連載すると衝撃的な展開などでインターネットを中心に注目を集めた。『少年ジャンプ+』の人気作家が連載終了後に『週刊少年ジャンプ』（集英社）へ移籍する傾向が見られる中、藤本も『週刊少年ジャンプ』2019年1号より『チェンソーマン』の連載を開始した。
2020年に『チェンソーマン』で第66回小学館漫画賞少年向け部門を受賞。翌2021年には同作品でハーベイ賞BestManga部門を受賞した。
2021年12月9日、宝島社発行のムック『このマンガがすごい!2022』において、『ルックバック』がオトコ編1位に選出され、同誌に描き下ろしイラストが掲載された。同ランキングでは前年にも藤本タツキ作品である『チェンソーマン』がオトコ編1位を獲得しており、オトコ編における同一作者の2年連続受賞は今回が初めてとなった
2022年『チェンソーマン』でハーベイ賞BestManga部門を受賞。2年連続での受賞は史上初となる。翌23年も受賞し、3年連続受賞となった。

## 人物
子供の頃はジャンプ作品は読んでおらず、父親が買ってきた『週刊少年チャンピオン』（秋田書店）作品の『グラップラー刃牙』（板垣恵介）・『浦安鉄筋家族』（浜岡賢次）や『月刊少年ジャンプ』（集英社）・『ジャンプSQ』作品の『CLAYMORE』（八木教広）・『ドラゴンドライブ』（佐倉ケンイチ）・『自由人HERO』（柴田亜美）などを読んでいた。『ジャンプSQ』に作品を投稿したのもそれが理由だったという。
中学生の頃から脳内で雑誌を作り、面白くない作品は打ち切り定期的に入れ替えつつ、自ら考案した漫画を約7本同時に連載していた。連載が最終回を迎えたときは、感動で涙がこみあげたが、授業中なのでこらえたという。新人漫画家時代にも依然として約5本の作品を脳内で連載しており、中には単行本15巻ほどの分量で完結した作品もあった。
自分の作品は世間受けしないかもしれないと認識しつつ、そういった開き直ったスタンスが逆に一部で受けているのかもしれないとインタビューにおいて答えている。また、ひと通り王道な漫画は読んできた上で王道な漫画に飽きてきたような人が読んでくれている気がすると、2018年においても自らの作品を分析している。
藤本が中学生の頃に行われたポケモンの人気投票において、「組織的に投票することでピカチュウやイーブイなどの人気キャラではなく日陰者のコイルを一位にさせる」というネット上のムーブメントに加担したことから始まり、チョコワの公式投票でわさび味に、レベルファイブが行ったキャラクター人気投票では飛行機に投票するという組織的な「悪ノリ」に加担した経験がある中学時代のエピソードを明かしているが、自身の漫画『チェンソーマン』の第1回キャラクター人気投票においても「コベニの愛車」なるものが7位にランクインしており（持ち主のコベニは8位）、藤本はこれについて「あの日の投票が自分に返ってきたのだと思った」「切ないけどどこか嬉しい気持ちになりました」とコメントしている。
ネームを描くときは怒りを大切にしている。しかし一晩経つと「俺に学がないのがダメなんだな」と気持ちが揺れ動くため、ネームを描いたら読み直さず、即座に完成品として担当編集者に送るようにしている。
好んで繰り返し観賞するアニメ作品として『涼宮ハルヒの憂鬱』、『日常』、『氷菓』と言った京都アニメーション作品、『おじゃる丸』、『かみちゅ!』、『クレヨンしんちゃん』、ピクサー作品、ディズニー作品、ジブリ作品を挙げている。
藤本の作品である『ルックバック』においてもオマージュされているクエンティン・タランティーノ監督作品など、様々な映画作品からの影響を公言している。アクション映画に関しては『ザ・レイド』や北野武監督作品、韓国映画『チェイサー』を好む
。また、白石晃士監督のホラー作品『戦慄怪奇ファイル コワすぎ!』シリーズからの影響も公言している。
ファイアパンチ連載前から「藤本タツキの妹で小学3年生のながやまこはる」という設定でTwitterに投稿していたが、そのアカウントを発見した担当編集者の林士平から、関係者を騙る危険なアカウントを訴えようと思っていると相談をされてしまい、正体が自分であると明かしたことで林を酷く狼狽させてしまったことがある。このアカウントは2022年11月に1度凍結されたが、年齢制限に引っかかったことが理由ではないかとされる。その後、急遽本人名義でアカウントを作成したが、凍結が解除されてからは元の「ながやまこはる」としてSNSに投稿を続けている。

## 作風
妹が登場する作品が多いが、妹キャラに対する嗜好性からではなく人間関係の説明を省くためであるという。
登場人物の独り歩きを防ぐため計算して描いており、キャラクターに自身を投影するようなことはない。その一方で、『ファイアパンチ』で藤本のアシスタントを務めた漫画家の賀来ゆうじは、『チェンソーマン』の主人公・デンジが藤本に似ているとインタビューの中で指摘している。
自身の好きな沙村広明の絵柄を、週刊連載のペースで「リアリティがあって、「いまキャラが何をしているのか」っていう状況がすごく伝わってくる絵」を描くやり方としても目標にし、影響を受けていると語っている。
ホクロのあるキャラが好きで、『シカク』のユゲルのメイド、『予言のナユタ』のナユタ、『目が覚めたら女の子になっていた病』のアキラと先生、『ファイアパンチ』のトガタ、『チェンソーマン』のコベニなど作中に多く登場している。

### デザイン
上述の賀来は、藤本のキャラクターのデザインは本質がはっきりしているとジャンプ+とのインタビューの中で述べており、たとえばチェンソーマンは凶暴でクレイジーな感じがはっきり出ているとしている。また、賀来は藤本のデザインそのものに驚きはないものの、それをそのまま表現するというやり方には驚いたと話している。前述のチェンソーマンの場合はあえて「とってつけた」感を出していたと賀来はみており、チェンソーの部分を自然になじませる方法を好まなかったのだろうと推測している。

## 作品
- 太字は連載作品
- 略称
  - SQ：ジャンプSQ、SQ.19：ジャンプSQ.19、J+：少年ジャンプ+、WJ：週刊少年ジャンプ（いずれも集英社）

| タイトル                          | 形式 | 掲載号                                                               | 収録            | 備考 |
| --------------------------------- | ---- | -------------------------------------------------------------------- | --------------- | --- |
| 庭には二羽ニワトリがいた。        | 読切 | J+ 2017年7月17日                                                     | 短編集『17-21』 | 漫画賞初投稿作。 J+の『ファイアパンチ』2017年7月17日更新分より[特別読切6]として配信。                                               |
| 復讐の剣                          | 読切 | 未公開作品                                                           |                 | NIM名義。結果発表ページ。 |
| 正義の見方                        | 読切 | 未公開作品                                                           |                 | 藤本たつき名義。検索発表ページ。 |
| かみひこうき                      | 読切 | 未公開作品                                                           |                 | 第3回（2013年5月期）クラウン新人漫画賞編集部特別賞受賞。                                                                            |
| 佐々木くんが銃弾止めた            | 読切 | J+ 2016年6月13日                                                     | 短編集『17-21』 | 第5回（2013年7月期）クラウン新人漫画賞審査員特別賞受賞。 J+の『ファイアパンチ』2016年6月13日更新分より[特別読切]として配信。        |
| 恋は盲目                          | 読切 | SQ.19 Vol.13                                                         | 短編集『17-21』 | ギャグ漫画。 第9回（2013年11月期）クラウン新人漫画賞佳作受賞。 J+の『ファイアパンチ』2016年8月29日更新分より[特別読切2]として配信。 |
| シカク                            | 読切 | SQ.19 Vol.14                                                         | 短編集『17-21』 | ラブコメ漫画。 J+の『ファイアパンチ』2016年11月14日更新分より[特別読切3]として配信。                                                |
| 予言のナユタ                      | 読切 | SQ 2015年8月号                                                       | 短編集『22-26』 | J+の『ファイアパンチ』2017年2月06日更新分より[特別読切4]として配信。 2021年3月3日・4日よりボイスコミックとしてYouTube上で公開。     |
| 人魚ラプソディ                    | 読切 | SQ.19Vol.17                                                          | 短編集『22-26』 | デジタル版は配信終了。 |
| ファイアパンチ                    | 連載 | J+ 2016年4月18日 - 2018年1月1日                                      | 全8巻           | 少年ジャンプ+連載ページ |
| 目が覚めたら 女の子になっていた病 | 読切 | J+ 2017年4月24日                                                     | 短編集『22-26』 | J+の『ファイアパンチ』2017年4月24日更新分より[特別読切5]として配信。                                                                |
| 妹の姉                            | 読切 | SQ 2018年6月号                                                       | 短編集『22-26』 | J+ 2019年5月2日から同年8月15日まで期間限定配信をしていた。                                                                          |
| チェンソーマン                    | 連載 | WJ 2019年1号 - 2021年2号（第1部） J+ 2022年7月13日 - 連載中（第2部） | 既刊21巻        | |
| ルックバック                      | 読切 | J+ 2021年7月19日                                                     | 全1巻           | 全143ページ。 |
| さよなら絵梨                      | 読切 | J+ 2022年4月11日                                                     | 全1巻           | 全200ページ。前作『ルックバック』を超え、藤本の読切のページ数では最長となる。                                                       |
| フツーに聞いてくれ                | 読切 | J+ 2022年7月4日                                                      |                 | 原作担当。漫画は遠田おとが担当。 |

## 関連人物

### アシスタント
- 賀来ゆうじ - ファイアパンチのアシスタント
- 遠田おと - ファイアパンチのアシスタント[40]
- 遠藤達哉 - ファイアパンチのアシスタント
- 龍幸伸 - チェンソーマンのアシスタント
- 川勝徳重 - ルックバックのアシスタント[41]